# 七宝 (仏教)
七宝（しちほう）とは、仏教において、貴重とされる七種の宝のこと。七種（）の宝、七珍ともいう。工芸品の「七宝」（七寶瑠璃、七宝焼）の語源と言われている。専ら工芸品の七宝をシッポウとよび、仏教の七宝をシチホウとよぶ（簡体字: 七宝; 繁体字: 七寶、朝鮮語: 칠보、サンスクリット語: सप्तरत्न, Saptaratna、サプタラットナ、パーリ語: सत्तरतन, Sattaratana、サッタラタナ）。

## 仏典における記述
『無量寿経』においては「金、銀、瑠璃（）、玻璃（）、硨磲（）、珊瑚（）、瑪瑙（）」とされ、『法華経』においては「金、銀、瑪瑙、瑠璃、硨磲、真珠、玫瑰（）」とされる。
- 瑠璃は、サンスクリット語ではvaiḍūrya（バイドゥーリヤ、漢音写:吠瑠璃）、パーリ語ではveḷuriya（ヴェルーリヤ）、青色の宝玉で、アフガニスタン産ラピスラズリと推定されている。後に、青色系のガラスもさすようになった。
- 玻璃は、サンスクリット語ではsphaṭika（漢意訳:水精）、無色（白色）の水晶、後に、無色のガラスを指す。
- 硨磲は、シャコガイの殻、又は白色系のサンゴ。
- 玫瑰は、詳細は不明であるが、赤色系の宝玉とされる、理論はそれがばら輝石であることを示唆して。